# Propolydesmus troglobius
Propolydesmus troglobius är en mångfotingart som först beskrevs av Robert Latzel 1889.  Propolydesmus troglobius ingår i släktet Propolydesmus och familjen plattdubbelfotingar. Inga underarter finns listade i Catalogue of Life.